# Leonard Susskind

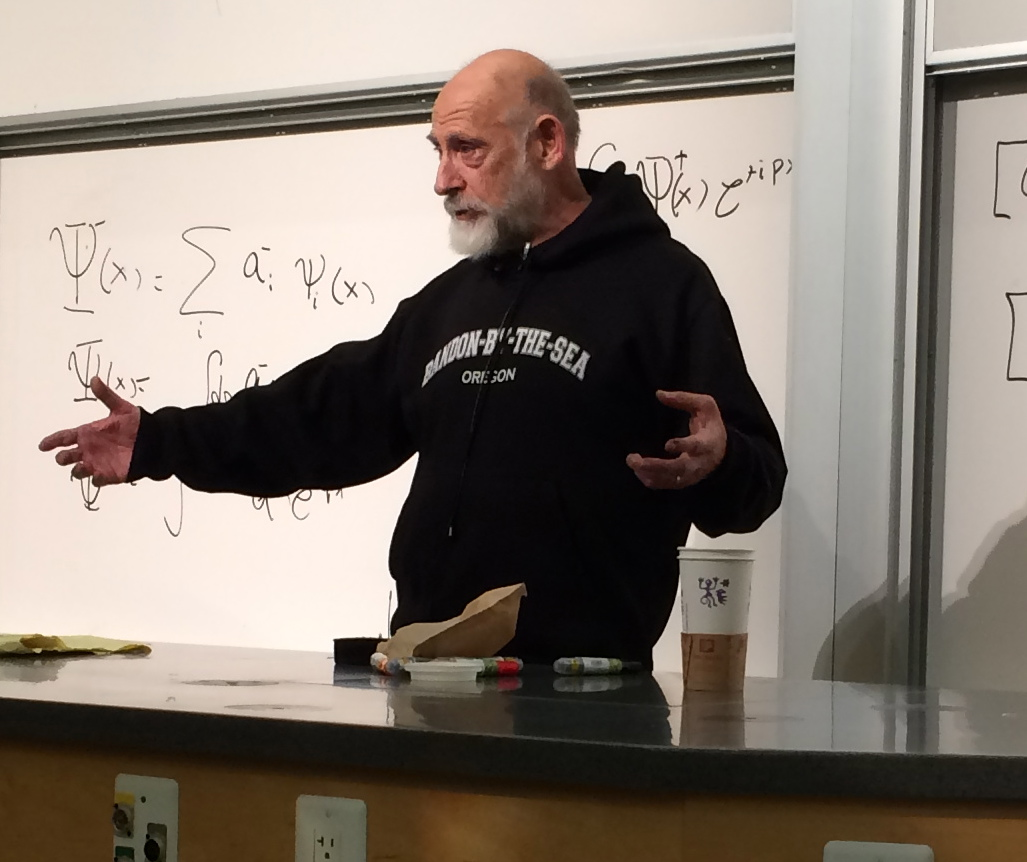
Leonard Susskind an der Stanford University (2013)

Leonard Susskind (* 1940 in New York City) ist ein US-amerikanischer theoretischer Physiker und Mitbegründer der Stringtheorie.

## Leben
Leonard Susskind wurde in eine  jüdische Familie in der South Bronx in New York City geboren. Er machte 1962 einen Bachelor-Abschluss am City College of New York und promovierte 1965 bei Peter Carruthers an der Cornell University, wo er auch als Post-Doktorand arbeitete. Anschließend war er Assistant Professor (1966), Associate Professor (1968) und ab 1970 Professor für Physik an der Belfer Graduate School of Science, Yeshiva University, 1971/1972 Professor an der Universität Tel Aviv und seit 1979 ist er Professor an der Stanford University, seit 2000 als Felix-Bloch-Professor für Physik. Zusätzlich war er von 1999 bis 2015 Distinguished Professor am Korea Institute for Advanced Study. Seit 2007 ist er auch Mitglied des Perimeter-Instituts für Theoretische Physik in Waterloo (Ontario) in Kanada.
Susskind war zweimal verheiratet und hat vier Kinder.

## Werk
Susskind war 1968 einer der Entwickler des Lichtfrontformalismus (Light Cone Frame) in der Quantenfeldtheorie (QFT). Er war schon 1969 einer der Pioniere der Stringtheorie: Mit Yoichiro Nambu und Holger Bech Nielsen schlug er – als einer der ersten – Strings als Interpretation des Dualen Resonanzmodells von Gabriele Veneziano vor. Ab 1974 war er auch einer der Pioniere der Gittereichtheorie, die er auch zur Untersuchung des Confinement-Mechanismus anwandte. Er war auch 1995 neben Gerardus ’t Hooft (1993) einer der Urheber des Holografischen Prinzips in der QFT, zuerst postuliert als Methode, die Unitarität (nötig für die Erhaltung der Wahrscheinlichkeitsinterpretation) der Quantenmechanik in der Gegenwart Schwarzer Löcher aufrechtzuerhalten (auch als Black Hole Information Paradox bekannt). Außerdem liefert dieses Prinzip eine Interpretation der Bekenstein-Hawking-Entropie Schwarzer Löcher. Nach Susskind und ’t Hooft sind die Beschreibung der Physik durch einen ins Schwarze Loch fallenden Beobachter und einen am Ereignishorizont des Schwarzen Lochs sitzenden Beobachter äquivalent. Sie sehen die „Informationen“ der in das Loch fallenden Materie auf der Ereignishorizont-Oberfläche codiert. Daher ist die Entropie des Lochs proportional zur Oberfläche. Die Information wird später als Hawking-Strahlung beim Zerstrahlen des Schwarzen Lochs wieder – im Gegensatz zu Stephen Hawkings früheren Vermutungen – verlustfrei abgegeben. Susskind und ’t Hooft postulierten, dass sich in dieser Äquivalenz ein neues physikalisches Prinzip ausdrückt, das „Komplementaritäts-Prinzip Schwarzer Löcher“, welches das Lokalitätsprinzip der Quantenfeldtheorien in der Quantengravitation ersetzen soll. Ebenfalls 1993 wandte Susskind die Stringtheorie zur Erklärung der Entropie Schwarzer Löcher an.
Susskind unterstützte 2012 die Feuerwand-Hypothese von Joseph Polchinski und Kollegen. Allerdings würde die Ausbildung einer Feuerwand nach Susskind, im Gegensatz zu Polchinski, viel später stattfinden, wenn sich zur Page-Zeit (bei der die Hälfte der Entropie des Schwarzen Lochs in die Hawking-Strahlung transferiert wurde) der Transfer von Quantenverschränkung aus der näheren Umgebung des Ereignishorizonts erschöpft hat. Die Feuerwand-Singularität wandert dann zum Ereignishorizont. Da der Horizont mit der Feuerwand zusammenfällt, wäre nach Susskind seine Hypothese der Komplementarität Schwarzer Löcher nicht anwendbar.
Mit Juan Maldacena stellte er 2013 die ER-EPR-Vermutung auf. Diese postuliert eine Verbindung von verschränkten Quantenteilchen, den EPR-Paaren, durch spezielle Wurmlöcher, auch Einstein-Rosen-Brücken genannt. Die Vermutung ist ein Vorschlag zur Auflösung des durch das Feuerwand-Paradoxon von Joseph Polchinski verschärften Informationsparadoxons Schwarzer Löcher und ist nach den Autoren auch ein neuer Zugang zur Quantengravitation.
Nachdem Ping Gao, Daniel Louis Jafferis und Aron C. Wall 2016 durchquerbare Wurmlöcher und deren äquivalente Beschreibung als Quantenteleportation vorschlugen, führte dies auch zu einem neuen Lösungsansatz für das Informationsparadoxon Schwarzer Löcher als Variante der alten Hypothese der Black Hole Complementarity von Susskind.
Zudem ist er einer der Erfinder der nur in Umrissen ausgearbeiteten M-Theorie, die die Stringtheorie verallgemeinert, und der Susskind und Kollegen die Form einer Matrizen-Feldtheorie gaben. Zu seinen jüngsten Arbeiten (2003) zählt die Übertragung des anthropischen Prinzips auf die Stringtheorie.
Unabhängig von im Westen damals unbekannten Arbeiten von Andrei Sacharow entwickelte Susskind in ähnlicher Weise eine Theorie der Baryogenese im frühen Universum. 1979 war er mit Steven Weinberg auch einer der ersten, der die Massenerzeugung von Elementarteilchen aufgrund dynamischen Symmetriebruchs in Technicolor-Theorien vorschlug.
Er erhielt den Pregel Award der New York Academy of Sciences (1975), war Loeb Lecturer der Harvard University (1976) und gewann den Sakurai-Preis in theoretischer Teilchenphysik (1997). 2008 erhielt er den Pomerantschuk-Preis, 2018 die Oskar-Klein-Medaille. Für seinen Scientific American Artikel „Black Holes and the Information Paradox“ erhielt er 1998 den Science Writing Award des American Institute of Physics. Er ist Mitglied der American Academy of Arts and Sciences und der National Academy of Sciences (2000). Er ist Distinguished Professor am Korea Institute for Advanced Study. 2023 wurde er mit der Dirac-Medaille (ICTP) ausgezeichnet.
Seit 2007 bietet Susskind in Stanford die Vorlesungsreihe The Theoretical Minimum an, die mit minimalen mathematischen Voraussetzungen eine Einführung in die Hauptgebiete der Theoretischen Physik gibt.
In Zusammenarbeit mit verschiedenen Koautoren hat er auch (Stand 2023: vier) Begleitbände zur Vorlesungsreihe geschrieben. Zudem schreibt er die, aktuell vierteilige (2023), englische Buchreihe The Theoretical Minimum in Zusammenarbeit mit anderen Autoren. Ziel von Vorlesungen und Buchreihe ist „alles zu unterrichten, was notwendig ist, um die Grundlagen aller Gebiete der modernen Physik zu verstehen unter Einschluss der dafür fundamentalen Mathematik“.
Am 4. November 2024 wurde ein Asteroid nach ihm benannt: (161625) Susskind.

## Schriften
- Black Holes and the Information Paradox. Scientific American, 1997.
- The Cosmic Landscape: String Theory and the Illusion of Intelligent Design. Black Bay, 2006, ISBN 978-0-316-01333-8.
- mit James Lindesay: An Introduction to Black Holes, Information and the String Theory Revolution: The Holographic Universe. World Scientific, Singapur 2004, ISBN 978-981-256-131-2.
- The Black Hole War: My battle with Stephen Hawking to make the world safe for quantum mechanics. Back Bay, 2009, ISBN 978-0-316-01641-4.
  - Deutsche Ausgabe Der Krieg um das Schwarze Loch: Wie ich mit Stephen Hawking um die Rettung der Quantenmechanik rang, Suhrkamp Verlag 2010, ISBN 978-3-518-42205-2.
- The Theoretical Minimum:
  - mit George Hrabovsky: Classic Mechanics: The Theoretical Minimum: What You Need to Know to Start Doing Physics, Basic Books 2013, ISBN 978-0-465-02811-5.
  - mit Art Friedman: Quantum Mechanics: The Theoretical Minimum, Basic Books 2014, ISBN 978-0-465-03667-7.
  - mit Art Friedman: Special Relativity and Classical Field Theory: The Theoretical Minimum, Penguin 2018, ISBN 978-0-14-198501-5.
  - mit Andre Cabannes, General Relativity: The Theoretical Minimum, Allen Lane 2023, ISBN 978-0-241-56258-1.